# الصفقة (فلم 1914)
الصفقة (بالإنجليزية: The Bargain) هو فيلم أمريكي صامت غربي أنتج عام 1914 من بطولة ويليام إس هارت . كان هذا أول فيلم روائي طويل من بطولة ويليام اس هارت،  الذي اصبح فيما بعد الممثل الغربي الأكثر شهرة في عصر الأفلام الصامتة . في عام 2010، كان واحدًا من 25 فيلما تمت إضافتها الى السجل الوطني للسينما بمكتبة الكونجرس (لكونها ذات اهمية ثقافل الوطني للسينما ، قيل ان الصفقة قد تم اختيارها بسبب كاريزما هارت وأصالة الفيلم والتصوير الواقعي للنوع الغربي.  

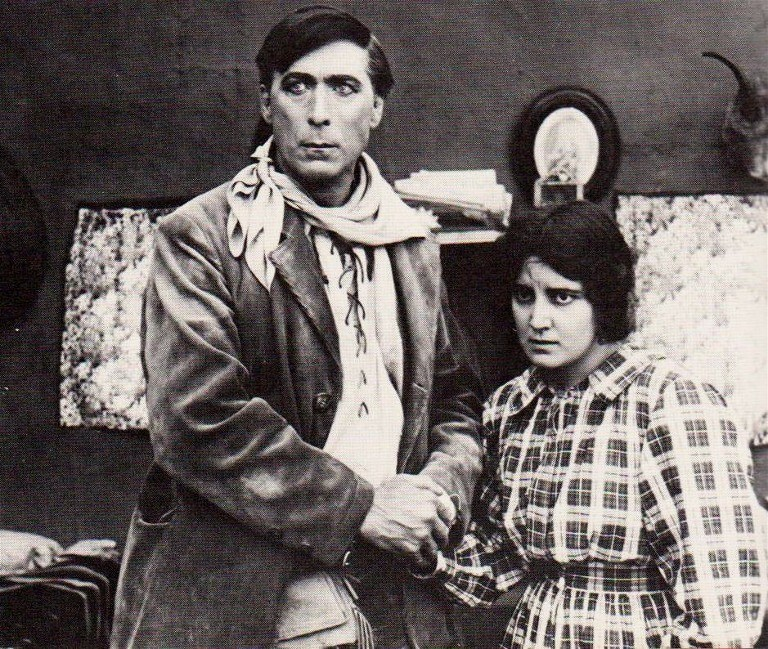
ويليام س. هارت وكلارا ويليامز

## الطاقم
- إخراج: ريجينالد باركر
- سيناريو: ويليام كليفورد، توماس إينس
- بطولة: ويليام س. هارت
- تصوير سينمائي: روبرت نيوهارد، جوزيف هـ. أوجست
- شركة الإنتاج: شركة نيويورك موشن بيكتشرز
- التوزيع: باراماونت بيكتشرز
- تاريخ الإصدار: 1914
- مدة العرض: 70 دقيقة
- البلد: الولايات المتحدة
- اللغة: صامتة مع عبارات بالإنجليزية

## إنتاج
تم تصوير جزء من فيلم "الصفقة" في جراند كانيون في أريزونا.
في عام 1918، تم تقديم نسخة معدلة من الفيلم لمراجعتها من قبل مجلس الرقابة في شيكاغو، حيث أُزيلت مشاهد فيها يُطلق الشريف سراح سجين للسطو على المقامرين، واستُبدلت بعبارات جديدة ومشاهد تحتوي على مقالات صحفية تُفيد بأن الشريف واللص دفعا ثمن جرائمهما. تم توزيع نسخة مقلصة من 7 إلى 5 بكرات قبل عام 1920، وفي عام 1920 أصدرت شركة إنتاج هارت الفيلم تحت عنوان "رجل السلاحين في الصفقة".
```
كانيون
 . 
[
4
]
```

## اصدارات اخرى
في عام 1918، تم تقديم نسخة معدلة من الفيلم للمراجعة من قبل مجلس الرقابة في شيكاغو والتي كانت تحتوي على مشاهد أطلق فيها الشريف سراح سجين لاحتجاز المقامرين ية تفيذين دفعوا عقوبة جرائمهم. e Bargain . 

## روابط خارجية
- مقالة الصفقة بقلم برايان تافس في السجل الوطني للسينما .
- The Bargain  في قاعدة بيانات الأفلام على الإنترنت (بالإنجليزية) </img>
- [http://allmovie.com/movie/v3947 The Bargain

] على موقع أول موفي.